# Fet (cratère)
Pour les articles homonymes, voir Fet.
Fet est le nom d'un cratère d'impact, d'un diamètre de 24 km, présent sur la surface de Mercure, à 4,9°S et 179,9°O. Le cratère fut nommé par l'Union astronomique internationale en hommage au poète russe Afanasy Afanasyevich Fet.

## Compléments